# Aeródromo de Hanau-Langendiebach
O Aeródromo de Hanau-Langendiebach, também conhecido por Aeródromo de Hanau, foi um base militar da Luftwaffe. Foi usada pela mesma durante a Segunda Guerra Mundial até 1945. Depois da capitulação alemã, foi ocupada e usada pelo Exército dos Estados Unidos até 2007, estando actualmente encerrado.